# Katara
Katara es un personaje ficticio de la serie de televisión animada Avatar: la leyenda de Aang y La leyenda de Korra de Nickelodeon. El personaje fue creado por Michael Dante DiMartino y Bryan Konietzko, la voz es de Mae Whitman en la serie original y Eva Marie Saint en la secuela.
Katara es una Maestra Agua (es decir, que tiene la capacidad de controlar telekinéticamente agua y derivados): al comienzo de la historia ella es la única maestra del agua en la Tribu Agua del Sur, una de las dos comunidades conocidas (junto con la Tribu Agua del Norte en el polo opuesto) en los que se practica el Agua Control. Ella y su hermano mayor, Sokka, descubre un maestro del aire llamado Aang, el Avatar perdido hace mucho tiempo, congelado en un iceberg, y le acompañan en su búsqueda para derrotar a la Nación del Fuego imperialista para traer la paz al mundo desgarrado por la guerra. 
Más tarde se gana el título de Maestra Agua del Maestro Pakku de la Tribu Agua del Norte. Katara ha aparecido en otros medios, tales como los cromos, camisetas, videojuegos, webcómics.

## Historia
Katara tenía ocho años cuando perdió a su madre en un ataque de la Nación del Fuego. Después de eso, renunció para asumir un papel maternal y doméstico, mientras que su hermano Sokka estaba entrenado para convertirse en un guerrero. Varios años más tarde, su padre, Hakoda, y otros hombres de la tribu partieron hacia el Reino Tierra para participar en la resistencia a la Nación del Fuego, dejando a Katara, Sokka y su abuela, Kanna, al cuidado de otros aldeanos. 
Dos años más tarde, en un viaje de pesca, Katara y Sokka encuentran a Aang y Appa atrapados dentro de un iceberg. Se convierten en grandes amigos y Aang decide llevar a Katara a la Tribu Agua del Norte, por lo que pueden encontrar un maestro de agua control. Ellos son bien recibidos por su tribu hermana, pero el Maestro Pakku rechaza a Katara por su condición de mujer. Pero gracias a su fuerte personalidad y espíritu de lucha, Katara logra convencer a Pakku para que le enseñe agua control. Ella aprende rápidamente a perfeccionar su técnica, y se dirige con Aang y Sokka hacia el reino de la tierra. 
Al principio de la temporada, Pakku le entrega a Katara un vial que contiene agua de Oasis Espiritual. A continuación, ella acompaña a Aang en la búsqueda de un maestro tierra. En una fortaleza en el Reino de la Tierra, el general Fong pone la vida de Katara en peligro, lo que enfurece a Aang hasta el punto de convertirse en el Estado Avatar. Más adelante en Ba Sing Se, Aang está casi muerto pero gracias a las propiedades místicas del agua espiritual, Katara puede traerlo de nuevo a la vida.
A partir de la tercera temporada, Katara se vuelve cada vez más poderosa. En el tercer episodio del libro 3, destruye una fábrica que contaminó el río y que hizo que la tribu que estaba alrededor de la planta fuera atacada por los ejércitos de la Nación del Fuego. Ella encuentra a Hama, un antiguo habitante de la tribu del agua que años antes había sido encarcelado por la Nación del Fuego. Para escapar de su cautiverio, Hama desarrolló una terrible y mortal técnica: la sangre control, capaz de dominar a la gente y los obligan a hacer cualquier acción como si fueran marionetas. Para salvar la vida de Aang y Sokka, Katara necesita utilizar la sangre control, después de haber sido derribada por el remordimiento en el uso de una técnica considerada «maldita». En el episodio 16 de la tercera temporada Katara va tras el asesino de su madre, pero no puede tomar venganza porque él no tuvo el valor de matar al hombre. En el último episodio de la serie, Katara y el Príncipe Zuko luchan contra Azula, el principio era sólo entre los hermanos, pero Azula involucró a Katara en la lucha, y ella se vio obligada a luchar, entonces vence a Azula.